# Estados Unidos nos Jogos Olímpicos de Inverno de 2006
Os Estados Unidos mandaram 211 competidores para os Jogos Olímpicos de Inverno de 2006, em Turim, na Itália. A delegação conquistou 25 medalhas no total, sendo nove de ouro, nove de prata e sete de bronze.

## Medalhas
| Atleta | Esporte | Evento                           | Medalha |
| --- | --- | -------------------------------- | ------- |
| Ted Ligety | Esqui alpino | Combinado masculino              | Ouro    |
| Julia Mancuso | Esqui alpino | Slalom gigante feminino          | Ouro    |
| Joey Cheek | Patinação de velocidade | 500 m masculino                  | Ouro    |
| Chad Hedrick | Patinação de velocidade | 5000 m masculino                 | Ouro    |
| Shani Davis | Patinação de velocidade | 1000 m masculino                 | Ouro    |
| Apolo Anton Ohno | Patinação de velocidade em pista curta | 500 m masculino                  | Ouro    |
| Shaun White | Snowboard | Halfpipe masculino               | Ouro    |
| Hannah Teter | Snowboard | Halfpipe feminino                | Ouro    |
| Seth Wescott | Snowboard | Snowboard cross masculino        | Ouro    |
| Shauna Rohbock Valerie Fleming | Bobsleigh | Duplas femininas                 | Prata   |
| Tanith Belbin Benjamin Agosto | Patinação artística | Dança no gelo                    | Prata   |
| Sasha Cohen | Patinação artística | Individual feminino              | Prata   |
| Joey Cheek | Patinação de velocidade | 1000 m masculino                 | Prata   |
| Shani Davis | Patinação de velocidade | 1500 m masculino                 | Prata   |
| Chad Hedrick | Patinação de velocidade | 10000 m masculino                | Prata   |
| Danny Kass | Snowboard | Halfpipe masculino               | Prata   |
| Gretchen Bleiler | Snowboard | Halfpipe feminino                | Prata   |
| Lindsey Jacobellis | Snowboard | Snowboard cross feminino         | Prata   |
| Pete Fenson Shawn Rojeski Joseph Polo John Shuster Scott Baird | Curling | Masculino                        | Bronze  |
| Toby Dawson | Esqui estilo livre | Moguls masculino                 | Bronze  |
| \| Pam Dreyer Chanda Gunn Courtney Kennedy Angela Ruggiero Lyndsay Wall Helen Resor Caitlin Cahow Molly Engstrom Jamie Hagerman Krissy Wendell \| Kim Insalaco Jenny Potter Julie Chu Kelly Stephens Kathleen Kauth Kristin King Katie King Natalie Darwitz Tricia Dunn-Luoma Sarah Parsons \| | Hóquei no gelo | Feminino                         | Bronze  |
| Chad Hedrick | Patinação de velocidade | 1500 m masculino                 | Bronze  |
| Apolo Anton Ohno | Patinação de velocidade em pista curta | 1000 m masculino                 | Bronze  |
| Alex Izykowski J. P. Kepka Apolo Anton Ohno Rusty Smith | Patinação de velocidade em pista curta | Revezamento 5000 m masculino     | Bronze  |
| Rosey Fletcher | Snowboard | Slalom gigante paralelo feminino | Bronze  |
| Pam Dreyer Chanda Gunn Courtney Kennedy Angela Ruggiero Lyndsay Wall Helen Resor Caitlin Cahow Molly Engstrom Jamie Hagerman Krissy Wendell | Kim Insalaco Jenny Potter Julie Chu Kelly Stephens Kathleen Kauth Kristin King Katie King Natalie Darwitz Tricia Dunn-Luoma Sarah Parsons |                                  |         |

## Desempenho

### Biatlo
| Atleta                                                | Evento                     | Final     | Final | Final |
| Atleta                                                | Evento                     | Tempo     | Pen.  | Pos.  |
| ----------------------------------------------------- | -------------------------- | --------- | ----- | ----- |
| Lowell Bailey                                         | Velocidade masculino       | 29:02.0   | 3     | 48    |
| Lowell Bailey                                         | Perseguição masculino      | 41:31.3   | 6     | 50    |
| Lowell Bailey                                         | Individual masculino       | 58:45.1   | 3     | 27    |
| Lanny Barnes                                          | Individual feminino        | 59:46.2   | 4     | 64    |
| Tracy Barnes                                          | Velocidade feminino        | 26:47.9   | 2     | 71    |
| Tracy Barnes                                          | Individual feminino        | 57:58.0   | 1     | 57    |
| Tim Burke                                             | Velocidade masculino       | 28:27.8   | 3     | 37    |
| Tim Burke                                             | Perseguição masculino      | 39:17.6   | 4     | 38    |
| Tim Burke                                             | Individual masculino       | 1:01:55.0 | 7     | 58    |
| Jay Hakkinen                                          | Velocidade masculino       | 31:22.2   | 6     | 80    |
| Jay Hakkinen                                          | Largada coletiva masculina | 48:29.6   | 1     | 13    |
| Jay Hakkinen                                          | Individual masculino       | 56:10.9   | 3     | 10    |
| Sarah Konrad                                          | Velocidade feminino        | 27:30.6   | 8     | 75    |
| Sarah Konrad                                          | Individual feminino        | 59:33.1   | 10    | 62    |
| Rachel Steer                                          | Velocidade feminino        | 24:29.6   | 1     | 35    |
| Rachel Steer                                          | Perseguição feminino       | 43:32.8   | 2     | 39    |
| Rachel Steer                                          | Individual feminino        | 55:48.3   | 3     | 41    |
| Jeremy Teela                                          | Velocidade masculino       | 29:32.7   | 4     | 62    |
| Jeremy Teela                                          | Individual masculino       | 1:01:03.3 | 5     | 51    |
| Carolyn Treacy                                        | Velocidade feminino        | 28:18.7   | 4     | 80    |
| Jay Hakkinen Tim Burke Lowell Bailey Jeremy Teela     | Revezamento masculino      | 1:24:23.4 | 1     | 9     |
| Rachel Steer Tracy Barnes Lanny Barnes Carolyn Treacy | Revezamento feminino       | 1:25:20.3 | 1     | 15    |

### Bobsleigh
| Atleta                                                              | Evento             | Final      | Final      | Final      | Final      | Final   | Final            |
| Atleta                                                              | Evento             | 1ª corrida | 2ª corrida | 3ª corrida | 4ª corrida | Total   | Pos.             |
| ------------------------------------------------------------------- | ------------------ | ---------- | ---------- | ---------- | ---------- | ------- | ---------------- |
| Todd Hays Pavle Jovanovic                                           | Duplas masculinas  | 55.81      | 55.72      | 56.31      | 56.88      | 3:44.72 | 7                |
| Steven Holcomb Bill Schuffenhauer                                   | Duplas masculinas  | 56.16      | 55.96      | 57.05      | 57.04      | 3:46.11 | 14               |
| Shauna Rohbock Valerie Fleming                                      | Duplas femininas   | 57.37      | 57.65      | 57.78      | 57.89      | 3:50.69 | Medalha de prata |
| Jean Prahm Vonetta Flowers                                          | Duplas femininas   | 57.97      | 57.67      | 57.81      | 58.33      | 3:51.78 | 6                |
| Steven Holcomb Curt Tomasevicz Bill Schuffenhauer Lorenzo Smith III | Equipes masculinas | 55.46      | 55.50      | 55.14      | 55.26      | 3:41.36 | 6                |
| Todd Hays Pavle Jovanovic Steve Mesler Brock Kreitzburg             | Equipes masculinas | 55.43      | 55.56      | 55.04      | 55.41      | 3:41.44 | 7                |

### Combinado nórdico
| Brett Camerota                                      | Individual Gundersen | 203.5 | 33 | 3:56  | 41:03.6 +5:15.0 | 38 |
| Eric Camerota                                       | Velocidade           | 94.5  | 40 | 2:05  | 21:04.8 +2:35.8 | 39 |
| Bill Demong                                         | Individual Gundersen | 220.0 | 19 | 2:50  | 39:18.5 +2:23.9 | 15 |
| Bill Demong                                         | Velocidade           | 102.2 | 30 | 1:34  | 20:03.7 +1:34.7 | 25 |
| Todd Lodwick                                        | Individual Gundersen | 232.0 | 13 | 2:02  | 38:54.6 +1:12.0 | 8  |
| Todd Lodwick                                        | Velocidade           | 107.3 | 19 | 01:14 | 19:11.4 +42.4   | 9  |
| Johnny Spillane                                     | Individual Gundersen | 220.0 | 19 | 2:50  | 41:37.6 +4:43.0 | 30 |
| Johnny Spillane                                     | Velocidade           | 109.5 | 14 | 1:05  | 19:15.2 +46.2   | 10 |
| Jan Schmid Andreas Hurschler Ronny Heer Ivan Rieder | Equipes              | 820.6 | 8  | 1:33  | 50:19.5 +1:59.9 | 7  |

### Curling
| Equipe                                                                        | Evento    | Preliminar               | Preliminar | Semifinal         | Final                                     | Pos.              |
| Equipe                                                                        | Evento    | Adversário Placar        | Pos.       | Adversário Placar | Adversário Placar                         | Pos.              |
| ----------------------------------------------------------------------------- | --------- | ------------------------ | ---------- | ----------------- | ----------------------------------------- | ----------------- |
| Cassandra Johnson Jamie Johnson Jessica Schultz Maureen Brunt Courtney George | Feminino  | SWE Suécia D 5-7         | 8          | Não avançou       | Não avançou                               | Não avançou       |
| Cassandra Johnson Jamie Johnson Jessica Schultz Maureen Brunt Courtney George | Feminino  | CAN Canadá D 5-11        | 8          | Não avançou       | Não avançou                               | Não avançou       |
| Cassandra Johnson Jamie Johnson Jessica Schultz Maureen Brunt Courtney George | Feminino  | JPN Japão D 5-6          | 8          | Não avançou       | Não avançou                               | Não avançou       |
| Cassandra Johnson Jamie Johnson Jessica Schultz Maureen Brunt Courtney George | Feminino  | DEN Dinamarca V 8-3      | 8          | Não avançou       | Não avançou                               | Não avançou       |
| Cassandra Johnson Jamie Johnson Jessica Schultz Maureen Brunt Courtney George | Feminino  | SWE Suécia D 4-5         | 8          | Não avançou       | Não avançou                               | Não avançou       |
| Cassandra Johnson Jamie Johnson Jessica Schultz Maureen Brunt Courtney George | Feminino  | RUS Rússia D 7-8         | 8          | Não avançou       | Não avançou                               | Não avançou       |
| Cassandra Johnson Jamie Johnson Jessica Schultz Maureen Brunt Courtney George | Feminino  | ITA Itália V 11-3        | 8          | Não avançou       | Não avançou                               | Não avançou       |
| Cassandra Johnson Jamie Johnson Jessica Schultz Maureen Brunt Courtney George | Feminino  | SUI Suíça D 8-9          | 8          | Não avançou       | Não avançou                               | Não avançou       |
| Cassandra Johnson Jamie Johnson Jessica Schultz Maureen Brunt Courtney George | Feminino  | GBR Grã-Bretanha D 4-10  | 8          | Não avançou       | Não avançou                               | Não avançou       |
| Pete Fenson Shawn Rojeski Joseph Polo John Shuster Scott Baird                | Masculino | NOR Noruega V 11-5       | 3          | CAN Canadá D 5-11 | Disputa do bronze: GBR Grã-Bretanha V 8-6 | Medalha de bronze |
| Pete Fenson Shawn Rojeski Joseph Polo John Shuster Scott Baird                | Masculino | FIN Finlândia D 3-4      | 3          | CAN Canadá D 5-11 | Disputa do bronze: GBR Grã-Bretanha V 8-6 | Medalha de bronze |
| Pete Fenson Shawn Rojeski Joseph Polo John Shuster Scott Baird                | Masculino | NZL Nova Zelândia V 10-4 | 3          | CAN Canadá D 5-11 | Disputa do bronze: GBR Grã-Bretanha V 8-6 | Medalha de bronze |
| Pete Fenson Shawn Rojeski Joseph Polo John Shuster Scott Baird                | Masculino | ITA Itália D 5-6         | 3          | CAN Canadá D 5-11 | Disputa do bronze: GBR Grã-Bretanha V 8-6 | Medalha de bronze |
| Pete Fenson Shawn Rojeski Joseph Polo John Shuster Scott Baird                | Masculino | SWE Suécia V 10-6        | 3          | CAN Canadá D 5-11 | Disputa do bronze: GBR Grã-Bretanha V 8-6 | Medalha de bronze |
| Pete Fenson Shawn Rojeski Joseph Polo John Shuster Scott Baird                | Masculino | SUI Suíça V 7-3          | 3          | CAN Canadá D 5-11 | Disputa do bronze: GBR Grã-Bretanha V 8-6 | Medalha de bronze |
| Pete Fenson Shawn Rojeski Joseph Polo John Shuster Scott Baird                | Masculino | GER Alemanha V 8-5       | 3          | CAN Canadá D 5-11 | Disputa do bronze: GBR Grã-Bretanha V 8-6 | Medalha de bronze |
| Pete Fenson Shawn Rojeski Joseph Polo John Shuster Scott Baird                | Masculino | GBR Grã-Bretanha V 9-8   | 3          | CAN Canadá D 5-11 | Disputa do bronze: GBR Grã-Bretanha V 8-6 | Medalha de bronze |
| Pete Fenson Shawn Rojeski Joseph Polo John Shuster Scott Baird                | Masculino | CAN Canadá D 3-6         | 3          | CAN Canadá D 5-11 | Disputa do bronze: GBR Grã-Bretanha V 8-6 | Medalha de bronze |

### Esqui alpino
| Atletas           | Evento                   | Final      | Final      | Final      | Final   | Final           |
| Atletas           | Evento                   | 1ª Corrida | 2ª Corrida | 3ª Corrida | Total   | Pos.            |
| ----------------- | ------------------------ | ---------- | ---------- | ---------- | ------- | --------------- |
| Kirsten Clark     | Downhill feminino        |            |            |            | 1:59.07 | 21              |
| Kirsten Clark     | Super-G feminino         |            |            |            | 1:33.98 | 14              |
| James Cochran     | Slalom masculino         | 54.49      | 51.19      |            | 1:45.68 | 12              |
| Stacey Cook       | Downhill feminino        |            |            |            | 1:58.70 | 19              |
| Stacey Cook       | Slalom gigante feminino  | 1:03.35    | 1:11.09    |            | 2:14.44 | 23              |
| Lindsey Kildow    | Combinado feminino       | DNS        | 39.86      | DNF        | DNF     | DNF             |
| Lindsey Kildow    | Downhill feminino        |            |            |            | 1:57.78 | 8               |
| Lindsey Kildow    | Slalom gigante feminino  | DNS        | DNS        | DNS        | DNS     | DNS             |
| Lindsey Kildow    | Slalom feminino          | 43.92      | 47.66      |            | 1:31.58 | 14              |
| Lindsey Kildow    | Super-G feminino         |            |            |            | 1:33.42 | 7               |
| Chip Knight       | Slalom masculino         | 54.71      | 51.55      |            | 1:46.26 | 18              |
| Kristina Koznick  | Slalom feminino          | DNS        | DNS        | DNS        | DNS     | DNS             |
| Ted Ligety        | Combinado masculino      | 1:41.42    | 44.09      | 43.84      | 3:09.35 | Medalha de ouro |
| Ted Ligety        | Slalom gigante masculino | DNF        | DNF        | DNF        | DNF     | DNF             |
| Ted Ligety        | Slalom masculino         | DSQ        | DSQ        | DSQ        | DSQ     | DSQ             |
| Libby Ludlow      | Super-G feminino         |            |            |            | 1:35.01 | 28              |
| Scott Macartney   | Combinado masculino      | 1:40.06    | 46.82      | 46.17      | 3:13.05 | 16              |
| Scott Macartney   | Downhill masculino       |            |            |            | 1:50.68 | 15              |
| Scott Macartney   | Super-G masculino        |            |            |            | 1:31.23 | 7               |
| Julia Mancuso     | Combinado feminino       | 1:30.84    | 39.79      | 44.81      | 2:55.44 | 9               |
| Julia Mancuso     | Downhill feminino        |            |            |            | 1:57.71 | 7               |
| Julia Mancuso     | Slalom gigante feminino  | 1:00.89    | 1.08.30    |            | 2:09.19 | Medalha de ouro |
| Julia Mancuso     | Super-G feminino         |            |            |            | 1:33.72 | 11              |
| Bode Miller       | Combinado masculino      | 1:38.36    | DSQ        | DSQ        | DSQ     | DSQ             |
| Bode Miller       | Downhill masculino       |            |            |            | 1:49.93 | 5               |
| Bode Miller       | Slalom gigante masculino | 1:17.58    | 1:18.48    |            | 2:36.06 | 6               |
| Bode Miller       | Slalom masculino         | DNF        | DNF        | DNF        | DNF     | DNF             |
| Bode Miller       | Super-G masculino        |            |            |            | DNF     | DNF             |
| Steven Nyman      | Combinado masculino      | 1:40.19    | 47.14      | 55.35      | 3:22.68 | 29              |
| Steven Nyman      | Downhill masculino       |            |            |            | 1:50.88 | 19              |
| Steven Nyman      | Super-G masculino        |            |            |            | 1:36.22 | 43              |
| Daron Rahlves     | Downhill masculino       |            |            |            | 1:50.33 | 10              |
| Daron Rahlves     | Slalom gigante masculino | DNF        | DNF        | DNF        | DNF     | DNF             |
| Daron Rahlves     | Super-G masculino        |            |            |            | 1:31.37 | 9               |
| Kaylin Richardson | Combinado feminino       | 1:31.83    | 40.45      | 44.55      | 2:56.83 | 17              |
| Sarah Schleper    | Slalom gigante feminino  | 1:02.01    | DNF        | DNF        | DNF     | DNF             |
| Sarah Schleper    | Slalom feminino          | 43.61      | 47.77      |            | 1:31.38 | 10              |
| Erik Schlopy      | Slalom gigante masculino | 1:18.34    | 1:19.22    |            | 2:36.06 | 13              |
| Resi Stiegler     | Combinado feminino       | 1:32.35    | 39.08      | 44.36      | 2:55.79 | 11              |
| Resi Stiegler     | Slalom feminino          | 44.15      | 47.33      |            | 1:31.48 | 12              |

### Esqui cross-country
| Atleta                                                        | Evento                           | Preliminares | Preliminares | Quartas     | Quartas     | Semifinal   | Semifinal   | Final       | Final       |
| Atleta                                                        | Evento                           | Total        | Pos.         | Total       | Pos.        | Total       | Pos.        | Total       | Pos.        |
| ------------------------------------------------------------- | -------------------------------- | ------------ | ------------ | ----------- | ----------- | ----------- | ----------- | ----------- | ----------- |
| Chris Cook                                                    | Velocidade individual masculino  | 2:18.46      | 16 Q         | 2:27.9      | 5           | Não avançou | Não avançou | Não avançou | Não avançou |
| Rebecca Dussault                                              | Perseguição combinada feminina   |              |              |             |             |             |             | 47:53.7     | 48          |
| Rebecca Dussault                                              | Largada coletiva feminina        |              |              |             |             |             |             | 1:31:43.3   | 43          |
| Lars Flora                                                    | Perseguição combinada masculina  |              |              |             |             |             |             | 1:22:31.2   | 49          |
| Lars Flora                                                    | Clássico masculino               |              |              |             |             |             |             | 41:53.1     | 51          |
| Lars Flora                                                    | Velocidade individual masculino  | 2:23.02      | 46           | Não avançou | Não avançou | Não avançou | Não avançou | Não avançou | Não avançou |
| Justin Freeman                                                | Clássico masculino               |              |              |             |             |             |             | 42:00.9     | 53          |
| Kris Freeman                                                  | Clássico masculino               |              |              |             |             |             |             | 39:57.4     | 22          |
| Kris Freeman                                                  | Largada coletiva masculina       |              |              |             |             |             |             | 2:15:32.6   | 61          |
| Andrew Johnson                                                | Perseguição combinada masculina  |              |              |             |             |             |             | 1:21:16.8   | 43          |
| Andrew Johnson                                                | Largada coletiva masculina       |              |              |             |             |             |             | 2:07:56.3   | 34          |
| Andrew Johnson                                                | Clássico masculino               |              |              |             |             |             |             | 41:53.9     | 52          |
| Sarah Konrad                                                  | Largada coletiva feminina        |              |              |             |             |             |             | 1:28:39.2   | 32          |
| Torin Koos                                                    | Velocidade individual masculino  | 2:21.47      | 36           | Não avançou | Não avançou | Não avançou | Não avançou | Não avançou | Não avançou |
| Abby Larson                                                   | Clássico feminino                |              |              |             |             |             |             | 32:09.0     | 57          |
| Abby Larson                                                   | Perseguição combinada feminina   |              |              |             |             |             |             | 48:47.5     | 56          |
| Abby Larson                                                   | Largada coletiva feminina        |              |              |             |             |             |             | 1:32:51.9   | 47          |
| Andrew Newell                                                 | Velocidade individual masculino  | 2:14.79      | 2 Q          | 2:24.3      | 4           | Não avançou | Não avançou | Não avançou | Não avançou |
| Kikkan Randall                                                | Clássico feminino                |              |              |             |             |             |             | 31:49.7     | 53          |
| Kikkan Randall                                                | Velocidade individual feminino   | 2:15.63      | 10 Q         | 2:17.8      | 2 Q         | 2:19.1      | 5           | Não avançou | Não avançou |
| James Southam                                                 | Perseguição combinada masculina  |              |              |             |             |             |             | 1:22:05.8   | 44          |
| James Southam                                                 | Largada coletiva masculina       |              |              |             |             |             |             | DNF         | DNF         |
| Carl Swenson                                                  | Largada coletiva masculina       |              |              |             |             |             |             | 1:21:08.0   | 40          |
| Carl Swenson                                                  | Perseguição combinada masculina  |              |              |             |             |             |             | DNF         | DNF         |
| Wendy Kay Wagner                                              | Clássico feminino                |              |              |             |             |             |             | 31:41.0     | 50          |
| Wendy Kay Wagner                                              | Velocidade individual feminino   | 2:19.71      | 35           | Não avançou | Não avançou | Não avançou | Não avançou | Não avançou | Não avançou |
| Lindsey Weier                                                 | Clássico feminino                |              |              |             |             |             |             | 32:43.3     | 59          |
| Lindsey Weier                                                 | Perseguição combinada feminina   |              |              |             |             |             |             | 48:45.0     | 55          |
| Lindsey Weier                                                 | Largada coletiva feminina        |              |              |             |             |             |             | DNF         | DNF         |
| Lindsey Williams                                              | Velocidade individual feminino   | 2:20.28      | 38           | Não avançou | Não avançou | Não avançou | Não avançou | Não avançou | Não avançou |
| Chris Cook Andrew Newell                                      | Velocidade por equipes masculino |              |              |             |             | 17:54.9     | 7           | Não avançou | Não avançou |
| Wendy Kay Wagner Kikkan Randall                               | Velocidade por equipes feminino  |              |              |             |             | 17:34.7     | 5 Q         | 18:04.9     | 10          |
| Kris Freeman Lars Flora Andrew Johnson Carl Swenson           | Revezamento masculino            |              |              |             |             |             |             | 1:48:44.2   | 12          |
| Wendy Kay Wagner Kikkan Randall Sarah Konrad Rebecca Dussault | Revezamento feminino             |              |              |             |             |             |             | 57:58.4     | 14          |

### Esqui estilo livre
| Atleta         | Evento            | Preliminar | Preliminar | Final       | Final             |
| Atleta         | Evento            | Pontos     | Pos.       | Pontos      | Pos.              |
| -------------- | ----------------- | ---------- | ---------- | ----------- | ----------------- |
| Shannon Bahrke | Moguls feminino   | 22.07      | 18 Q       | 22.82       | 10                |
| Eric Bergoust  | Aerials masculino | 205.85     | 17         | Não avançou | 17                |
| Jeremy Bloom   | Moguls masculino  | 24.51      | 4 Q        | 25.17       | 6                 |
| Travis Cabral  | Moguls masculino  | 24.88      | 2 Q        | 24.38       | 9                 |
| Emily Cook     | Aerials feminino  | 84.10      | 19         | Não avançou | 19                |
| Toby Dawson    | Moguls masculino  | 24.20      | 6 Q        | 26.30       | Medalha de bronze |
| Hannah Kearney | Moguls feminino   | 20.80      | 22         | Não avançou | 22                |
| Jana Lindsey   | Aerials feminino  | 70.85      | 16         | Não avançou | 16                |
| Travis Mayer   | Moguls masculino  | 24.04      | 7 Q        | 24.91       | 7                 |
| Joe Pack       | Aerials masculino | 211.33     | 15         | Não avançou | 15                |
| Jeret Peterson | Aerials masculino | 227.21     | 8 Q        | 237.48      | 7                 |
| Michelle Roark | Moguls feminino   | 24.45      | 4 Q        | 20.04       | 18                |
| Ryan St. Onge  | Aerials masculino | 207.75     | 16         | Não avançou | 16                |
| Jillian Vogtli | Moguls feminino   | 21.79      | 20 Q       | 22.72       | 11                |

### Hóquei no gelo
| Equipe | Evento    | Fase de grupos        | Fase de grupos | Quartas             | Semifinal         | Final                                  | Pos.              |
| Equipe | Evento    | Adversário Placar     | Pos.           | Adversário Placar   | Adversário Placar | Adversário Placar                      | Pos.              |
| --- | --------- | --------------------- | -------------- | ------------------- | ----------------- | -------------------------------------- | ----------------- |
| Pam Dreyer Chanda Gunn Courtney Kennedy Angela Ruggiero Lyndsay Wall Helen Resor Caitlin Cahow Molly Engstrom Jamie Hagerman Krissy Wendell Kim Insalaco Jenny Potter Julie Chu Kelly Stephens Kathleen Kauth Kristin King Katie King Natalie Darwitz Tricia Dunn-Luoma Sarah Parsons                                 | Feminino  | SUI Suíça V 6-0       | 1º (Gr. B)     |                     | SWE Suécia D 2-3  | Disputa do bronze: FIN Finlândia V 4-0 | Medalha de bronze |
| Pam Dreyer Chanda Gunn Courtney Kennedy Angela Ruggiero Lyndsay Wall Helen Resor Caitlin Cahow Molly Engstrom Jamie Hagerman Krissy Wendell Kim Insalaco Jenny Potter Julie Chu Kelly Stephens Kathleen Kauth Kristin King Katie King Natalie Darwitz Tricia Dunn-Luoma Sarah Parsons                                 | Feminino  | GER Alemanha V 5-0    | 1º (Gr. B)     |                     | SWE Suécia D 2-3  | Disputa do bronze: FIN Finlândia V 4-0 | Medalha de bronze |
| Pam Dreyer Chanda Gunn Courtney Kennedy Angela Ruggiero Lyndsay Wall Helen Resor Caitlin Cahow Molly Engstrom Jamie Hagerman Krissy Wendell Kim Insalaco Jenny Potter Julie Chu Kelly Stephens Kathleen Kauth Kristin King Katie King Natalie Darwitz Tricia Dunn-Luoma Sarah Parsons                                 | Feminino  | FIN Finlândia V 7-3   | 1º (Gr. B)     |                     | SWE Suécia D 2-3  | Disputa do bronze: FIN Finlândia V 4-0 | Medalha de bronze |
| Rick DiPietro Robert Esche John Grahame Chris Chelios Derian Hatcher Bret Hedican Jordan Leopold John-Michael Liles Brian Rafalski Mathieu Schneider Jason Blake Erik Cole Craig Conroy Chris Drury Brian Gionta Scott Gomez Bill Guerin Mike Knuble Mike Modano Mark Parrish Brian Rolston Keith Tkachuk Doug Weight | Masculino | LAT Letônia E 3-3     | 4º (Gr. B)     | FIN Finlândia D 3-4 | Não avançou       | Não avançou                            | Não avançou       |
| Rick DiPietro Robert Esche John Grahame Chris Chelios Derian Hatcher Bret Hedican Jordan Leopold John-Michael Liles Brian Rafalski Mathieu Schneider Jason Blake Erik Cole Craig Conroy Chris Drury Brian Gionta Scott Gomez Bill Guerin Mike Knuble Mike Modano Mark Parrish Brian Rolston Keith Tkachuk Doug Weight | Masculino | KAZ Cazaquistão V 4-1 | 4º (Gr. B)     | FIN Finlândia D 3-4 | Não avançou       | Não avançou                            | Não avançou       |
| Rick DiPietro Robert Esche John Grahame Chris Chelios Derian Hatcher Bret Hedican Jordan Leopold John-Michael Liles Brian Rafalski Mathieu Schneider Jason Blake Erik Cole Craig Conroy Chris Drury Brian Gionta Scott Gomez Bill Guerin Mike Knuble Mike Modano Mark Parrish Brian Rolston Keith Tkachuk Doug Weight | Masculino | SVK Eslováquia D 1-2  | 4º (Gr. B)     | FIN Finlândia D 3-4 | Não avançou       | Não avançou                            | Não avançou       |
| Rick DiPietro Robert Esche John Grahame Chris Chelios Derian Hatcher Bret Hedican Jordan Leopold John-Michael Liles Brian Rafalski Mathieu Schneider Jason Blake Erik Cole Craig Conroy Chris Drury Brian Gionta Scott Gomez Bill Guerin Mike Knuble Mike Modano Mark Parrish Brian Rolston Keith Tkachuk Doug Weight | Masculino | SWE Suécia D 1-2      | 4º (Gr. B)     | FIN Finlândia D 3-4 | Não avançou       | Não avançou                            | Não avançou       |
| Rick DiPietro Robert Esche John Grahame Chris Chelios Derian Hatcher Bret Hedican Jordan Leopold John-Michael Liles Brian Rafalski Mathieu Schneider Jason Blake Erik Cole Craig Conroy Chris Drury Brian Gionta Scott Gomez Bill Guerin Mike Knuble Mike Modano Mark Parrish Brian Rolston Keith Tkachuk Doug Weight | Masculino | RUS Rússia D 4-5      | 4º (Gr. B)     | FIN Finlândia D 3-4 | Não avançou       | Não avançou                            | Não avançou       |

### Luge
| Atleta                      | Evento               | Final      | Final      | Final      | Final      | Final    | Final |
| Atleta                      | Evento               | 1ª corrida | 2ª corrida | 3ª corrida | 4ª corrida | Total    | Pos.  |
| --------------------------- | -------------------- | ---------- | ---------- | ---------- | ---------- | -------- | ----- |
| Tony Benshoof               | Individual masculino | 51.907     | 51.458     | 51.674     | 51.559     | 3:26.598 | 4     |
| Erin Hamlin                 | Individual feminino  | 48.660     | 47.816     | 47.534     | 47.280     | 3:11.290 | 12    |
| Jonathan Myles              | Individual masculino | 52.579     | 52.267     | 52.230     | 52.332     | 3:29.408 | 18    |
| Christian Niccum            | Individual masculino | 53.669     | 52.675     | 52.306     | 52.539     | 3:31.189 | 23    |
| Samantha Retrosi            | Individual feminino  | 47.861     | DNF        | DNF        | DNF        | DNF      | DNF   |
| Courtney Zablocki           | Individual feminino  | 47.253     | 47.129     | 47.234     | 47.236     | 3:08.852 | 4     |
| Preston Griffall Dan Joye   | Duplas               | 47.722     | 47.688     |            |            | 1:35.410 | 8     |
| Mark Grimmette Brian Martin | Duplas               | DNF        | DNF        | DNF        | DNF        | DNF      | DNF   |

### Patinação artística
| Atleta                       | Evento               | Programa curto | Programa curto | Programa longo | Programa longo | Total  | Total            |
| Atleta                       | Evento               | Pontos         | Pos.           | Pontos         | Pos.           | Pontos | Pos.             |
| ---------------------------- | -------------------- | -------------- | -------------- | -------------- | -------------- | ------ | ---------------- |
| Sasha Cohen                  | Individual feminino  | 66.73          | 1 Q            | 116.63         | 2              | 183.36 | Medalha de prata |
| Emily Hughes                 | Individual masculino | 57.08          | 7 Q            | 103.79         | 7              | 160.87 | 7                |
| Evan Lysacek                 | Individual masculino | 67.55          | 10 Q           | 152.58         | 3              | 220.13 | 4                |
| Kimmie Meissner              | Individual feminino  | 59.40          | 5 Q            | 106.31         | 6              | 165.71 | 6                |
| Matthew Savoie               | Individual masculino | 69.15          | 8 Q            | 137.52         | 5              | 206.67 | 7                |
| Johnny Weir                  | Individual masculino | 80.00          | 2 Q            | 136.63         | 6              | 216.63 | 5                |
| Rena Inoue John Baldwin Jr.  | Duplas               | 61.27          | 6              | 113.74         | 7              | 175.01 | 7                |
| Marcy Hinzmann Aaron Parchem | Duplas               | 49.58          | 13             | 97.47          | 13             | 147.05 | 13               |

| Atleta                         | Evento        | Dança obrigatória | Dança obrigatória | Dança original | Dança original | Dança livre | Dança livre | Total  | Total            |
| Atleta                         | Evento        | Pontos            | Pos.              | Pontos         | Pos.           | Pontos      | Pos.        | Pontos | Pos.             |
| ------------------------------ | ------------- | ----------------- | ----------------- | -------------- | -------------- | ----------- | ----------- | ------ | ---------------- |
| Tanith Belbin Benjamin Agosto  | Dança no gelo | 37.36             | 6                 | 60.53          | 2              | 98.17       | 4           | 196.06 | Medalha de prata |
| Melissa Gregory Denis Petukhov | Dança no gelo | 30.51             | 15                | 47.00          | 14             | 81.64       | 14          | 159.15 | 14               |
| Jamie Silverstein Ryan O'Meara | Dança no gelo | 27.53             | 18                | 46.00          | 16             | 76.87       | 18          | 150.40 | 16               |

### Patinação de velocidade
Individual
| Atleta                    | Evento            | 1ª corrida | 1ª corrida | 2ª corrida | 2ª corrida | Final    | Final             |
| Atleta                    | Evento            | Tempo      | Pos.       | Tempo      | Pos.       | Tempo    | Pos.              |
| ------------------------- | ----------------- | ---------- | ---------- | ---------- | ---------- | -------- | ----------------- |
| K. C. Boutiette           | 5000 m masculino  | 6:37.29    |            |            |            |          | 19                |
| Kip Carpenter             | 500 m masculino   | 36.40      | 19         | 35.68      | 17         | 72.08    | 26                |
| Joey Cheek                | 500 m masculino   | 34.82      | 1          | 34.94      | 1          | 69.76    | Medalha de ouro   |
| Joey Cheek                | 1000 m masculino  | 1:09.16    |            |            |            |          | Medalha de prata  |
| Joey Cheek                | 1500 m masculino  | 1:47.52    |            |            |            |          | 9                 |
| Charles Ryan Leveille Cox | 10000 m masculino | 14:14.81   |            |            |            |          | 15                |
| Margaret Crowley          | 3000 m feminino   |            |            |            |            | 4:17.37  | 22                |
| Shani Davis               | 1000 m masculino  | 1:08.89    |            |            |            |          | Medalha de ouro   |
| Shani Davis               | 1500 m masculino  | 1:46.13    |            |            |            |          | Medalha de prata  |
| Shani Davis               | 5000 m masculino  | 6:23.08    |            |            |            |          | 7                 |
| Casey Fitzrandolph        | 500 m masculino   | 35.78      | 18         | 35.34      | 8          | 71.12    | 12                |
| Casey Fitzrandolph        | 1000 m masculino  |            |            |            |            | 1:09.59  | 9                 |
| Tucker Fredricks          | 500 m masculino   | 36.02      | 14         | 35.99      | 28         | 72.01    | 25                |
| Chad Hedrick              | 1000 m masculino  | 1:09.45    |            |            |            |          | 6                 |
| Chad Hedrick              | 1500 m masculino  | 1:46.22    |            |            |            |          | Medalha de bronze |
| Chad Hedrick              | 5000 m masculino  | 6:14.68    |            |            |            |          | Medalha de ouro   |
| Chad Hedrick              | 10000 m masculino | 13:05.40   |            |            |            |          | Medalha de prata  |
| Kristine Holzer           | 3000 m feminino   |            |            |            |            | 4:26.60  | 27                |
| Maria Lamb                | 1500 m feminino   |            |            |            |            | 2:02.12  | 24                |
| Elli Ochowicz             | 500 m feminino    | 39.83      | 23         | 39.65      | 22         | 79.48    | 23                |
| Elli Ochowicz             | 1000 m feminino   |            |            |            |            | 1:19.94  | 32                |
| Derek Parra               | 1500 m masculino  | 1:48.54    |            |            |            |          | 19                |
| Catherine Raney           | 1500 m feminino   |            |            |            |            | 2:01.17  | 18                |
| Catherine Raney           | 3000 m feminino   |            |            |            |            | 4:10.44  | 11                |
| Catherine Raney           | 5000 m feminino   |            |            |            |            | 07:04.91 | 7                 |
| Jennifer Rodriguez        | 500 m feminino    | 38.97      | 10         | 38.73      | 10         | 77.70    | 11                |
| Jennifer Rodriguez        | 1000 m feminino   |            |            |            |            | 1:17.47  | 10                |
| Jennifer Rodriguez        | 1500 m feminino   |            |            |            |            | 1:59.30  | 8                 |
| Amy Sannes                | 500 m feminino    | 39.42      | 15         | 39.47      | 20         | 78.89    | 17                |
| Amy Sannes                | 1000 m feminino   |            |            |            |            | 1:18.50  | 25                |
| Chris Witty               | 500 m feminino    | 40.23      | 29         | 40.46      | 26         | 80.69    | 28                |
| Chris Witty               | 1000 m feminino   |            |            |            |            | 1:18.70  | 27                |

Perseguição por equipes
| Atleta                                                                    | Evento                            | Preliminar | Preliminar | Quartas                  | Semifinal        | Final                                    | Final |
| Atleta                                                                    | Evento                            | Tempo      | Pos.       | Adversário Tempo         | Adversário Tempo | Adversário Tempo                         | Pos.  |
| ------------------------------------------------------------------------- | --------------------------------- | ---------- | ---------- | ------------------------ | ---------------- | ---------------------------------------- | ----- |
| K.C. Boutiette Chad Hedrick Charles Leveille Clay Mull Derek Parra        | Perseguição por equipes masculino | 3:51.32    | 7          | ITA Itália (2) D 3:44.11 | Não avançou      | Final C: RUS Rússia (6) D 3:49.74        | 6     |
| Margaret Crowley Maria Lamb Catherine Raney Jennifer Rodriguez Amy Sannes | Perseguição por equipes feminino  | 3:07.83    | 6          | CAN Canadá (3) D 3:04.59 | Não avançou      | Final C: NED Países Baixos (4) V 3:04.22 | 5     |

### Patinação de velocidade em pista curta
| Atleta                                                    | Evento                       | Preliminar | Preliminar | Quartas     | Quartas     | Semifinal   | Semifinal   | Final            | Final             |
| Atleta                                                    | Evento                       | Tempo      | Pos.       | Tempo       | Pos.        | Tempo       | Pos.        | Tempo            | Pos.              |
| --------------------------------------------------------- | ---------------------------- | ---------- | ---------- | ----------- | ----------- | ----------- | ----------- | ---------------- | ----------------- |
| Allison Baver                                             | 500 m feminino               | 45.998     | 1 Q        | 53.135      | 2 Q         | 45.512      | 3           | Final B 55.689   | 7                 |
| Allison Baver                                             | 1500 m feminino              | 2:27.635   | 1 Q        |             |             | 2:23.490    | 5           | Não avançou      | Não avançou       |
| Kimberly Derrick                                          | 1000 m feminino              | 1:33.812   | 2 Q        | DSQ         | DSQ         | DSQ         | DSQ         | DSQ              | DSQ               |
| Alex Izykowski                                            | 1500 m masculino             | 2:19.731   | 3 Q        |             |             | 2:18.610    | 5           | Não avançou      | Não avançou       |
| Hyo-Jung Kim                                              | 500 m feminino               | 46.077     | 2 Q        | 45.339      | 4           | Não avançou | Não avançou | Não avançou      | Não avançou       |
| Hyo-Jung Kim                                              | 1000 m feminino              | 1:36.182   | 1 Q        | 1:34.164    | 1 Q         | 1:54.187    | 5           | Não avançou      | Não avançou       |
| Hyo-Jung Kim                                              | 1500 m feminino              | 2:27.460   | 2 Q        |             |             | 2:32.527    | 3           | Final B 2:29.978 | 8                 |
| Anthony Lobello                                           | 500 m masculino              | 1:13.722   | 4          | Não avançou | Não avançou | Não avançou | Não avançou | Não avançou      | Não avançou       |
| Apolo Anton Ohno                                          | 500 m masculino              | 42.836     | 1 Q        | 42.020      | 1 Q         | 42.400      | 2 Q         | 41.935           | Medalha de ouro   |
| Apolo Anton Ohno                                          | 1000 m masculino             | 1:36.120   | 1 Q        | 1:29.650    | 2 Q         | 1:28.080    | 2 Q         | 1:26.927         | Medalha de bronze |
| Apolo Anton Ohno                                          | 1500 m masculino             | 2:23.668   | 1 Q        |             |             | 2:20.346    | 4           | Final B 2:24.789 | 8                 |
| Rusty Smith                                               | 1000 m masculino             | 1:27.508   | 2 Q        | 1:27.000    | 1 Q         | 1:29.515    | 2 Q         | 1:27.435         | 4                 |
| Allison Baver Maria Garcia Caroline Hallisey Hyo-Jung Kim | Revezamento 3000 m feminino  |            |            |             |             | 4:18.333    | 3           | Final B 4:18.740 | 4                 |
| Apolo Anton Ohno Rusty Smith Alex Izykowski J. P. Kepka   | Revezamento 5000 m masculino |            |            |             |             | 6:55.082    | 1 Q         | 6:43.707         | Medalha de bronze |

### Salto de esqui
| Atleta                                               | Evento                  | Preliminar | Preliminar | 1ª rodada   | 1ª rodada   | Final       | Final       | Final       |
| Atleta                                               | Evento                  | Pontos     | Pos.       | Pontos      | Pos.        | Pontos      | Total       | Pos.        |
| ---------------------------------------------------- | ----------------------- | ---------- | ---------- | ----------- | ----------- | ----------- | ----------- | ----------- |
| Alan Alborn                                          | Pista normal individual | 117.0      | 16 Q       | 106.5       | 40          | Não avançou | Não avançou | 40          |
| Alan Alborn                                          | Pista longa individual  | 86.7       | 21 Q       | 79.9        | 43          | Não avançou | Não avançou | 43          |
| Jim Denney                                           | Pista normal individual | 91.5       | 46         | Não avançou | Não avançou | Não avançou | Não avançou | Não avançou |
| Jim Denney                                           | Pista longa individual  | 53.5       | 47         | Não avançou | Não avançou | Não avançou | Não avançou | Não avançou |
| Clint Jones                                          | Pista normal individual | 104.5      | 35 Q       | 97.5        | 47          | Não avançou | Não avançou | 47          |
| Clint Jones                                          | Pista longa individual  | 64.9       | 39         | Não avançou | Não avançou | Não avançou | Não avançou | Não avançou |
| Tommy Schwall                                        | Pista normal individual | 103.0      | 38         | Não avançou | Não avançou | Não avançou | Não avançou | Não avançou |
| Tommy Schwall                                        | Pista longa individual  | 63.4       | 42         | Não avançou | Não avançou | Não avançou | Não avançou | Não avançou |
| Tommy Schwall Anders Johnson Clint Jones Alan Alborn | Pista longa por equipes | 286.8      | 14         | Não avançou | Não avançou | Não avançou | Não avançou | 14          |

### Skeleton
| Atleta          | Evento    | Final      | Final      | Final   | Final |
| Atleta          | Evento    | 1ª corrida | 2ª corrida | Total   | Pos.  |
| --------------- | --------- | ---------- | ---------- | ------- | ----- |
| Eric Bernotas   | Masculino | 58.43      | 58.76      | 1:57.19 | 6     |
| Kevin Ellis     | Masculino | 59.46      | 59.75      | 1:59.21 | 17    |
| Chris Soule     | Masculino | 1:00.33    | 1:00.90    | 2:01.23 | 25    |
| Katie Uhlaender | Feminino  | 1:00.87    | 1:01.43    | 2:02.30 | 6     |

### Snowboard
Halfpipe
| Atleta           | Evento             | Preliminar | Preliminar | Preliminar | Preliminar | Final      | Final      | Final            |
| Atleta           | Evento             | Pontos     | Pos.       | Pontos     | Pos.       | 1ª corrida | 2ª corrida | Pos.             |
| ---------------- | ------------------ | ---------- | ---------- | ---------- | ---------- | ---------- | ---------- | ---------------- |
| Mason Aguirre    | Halfpipe masculino | 43.4       | 3 Q        |            |            | 40.3       | 37.1       | 4                |
| Gretchen Bleiler | Halfpipe feminino  | 41.6       | 2 Q        |            |            | 41.5       | 43.4       | Medalha de prata |
| Kelly Clark      | Halfpipe feminino  | 44.9       | 1 Q        |            |            | 41.1       | 38.1       | 4                |
| Andy Finch       | Halfpipe masculino | 43.1       | 4 Q        |            |            | 9.6        | 24.7       | 12               |
| Elena Hight      | Halfpipe feminino  | 33.1       | 8          | 36.8       | 4 Q        | 29.4       | 37.8       | 6                |
| Daniel Kass      | Halfpipe masculino | 43.8       | 1 Q        |            |            | 20.8       | 44.0       | Medalha de prata |
| Hannah Teter     | Halfpipe feminino  | 39.9       | 3 Q        |            |            | 44.6       | 46.4       | Medalha de ouro  |
| Shaun White      | Halfpipe masculino | 37.7       | 7          | 45.3       | 1 Q        | 46.8       | 26.6       | Medalha de ouro  |

Slalom gigante paralelo
| Atleta           | Evento                            | Preliminar | Preliminar | Oitavas                | Quartas                | Semifinal             | Final                                       | Final             |
| Atleta           | Evento                            | Pontos     | Pos.       | Adversário Tempo       | Adversário Tempo       | Adversário Tempo      | Adversário Tempo                            | Pos.              |
| ---------------- | --------------------------------- | ---------- | ---------- | ---------------------- | ---------------------- | --------------------- | ------------------------------------------- | ----------------- |
| Rosey Fletcher   | Slalom gigante paralelo feminino  | 1:20.88    | 2 Q        | ITA Posch (15) V -0.96 | SUI Bruhin (7) V -0.15 | AUT Meuli (6) D +3.70 | Disputa do bronze: AUT Guenther (8) V -0.69 | Medalha de bronze |
| Michelle Gorgone | Slalom gigante paralelo feminino  | 1:24.43    | 22         | Não avançou            | Não avançou            | Não avançou           | Não avançou                                 | 22                |
| Tyler Jewell     | Slalom gigante paralelo masculino | 1:11.13    | 9 Q        | SLO Kosir (8) D +0.30  | Não avançou            | Não avançou           | Não avançou                                 | 11                |

Snowboard Cross
| Atleta             | Evento                    | Preliminar | Preliminar | Oitavas | Quartas     | Semifinal   | Final              | Final            |
| Atleta             | Evento                    | Pontos     | Pos.       | Posição | Posição     | Posição     | Posição            | Pos.             |
| ------------------ | ------------------------- | ---------- | ---------- | ------- | ----------- | ----------- | ------------------ | ---------------- |
| Nate Holland       | Snowboard cross masculino | 1:21.03    | 7 Q        | 1 Q     | 4           | Não avançou | Disputa de 13-16 2 | 14               |
| Lindsey Jacobellis | Snowboard cross feminino  | 1:29.51    | 3 Q        |         | 2 Q         | 1 Q         | Final 2            | Medalha de prata |
| Jason R. Smith     | Snowboard cross masculino | 1:21.98    | 1 Q        | 1 Q     | 1 Q         | 3           | Disputa de 5-8 2   | 6                |
| Graham Watanabe    | Snowboard cross masculino | 1:22.98    | 29 Q       | 3       | Não avançou | Não avançou | Não avançou        | Não avançou      |
| Seth Wescott       | Snowboard cross masculino | 1:20.69    | 1 Q        | 1 Q     | 1 Q         | 2 Q         | Final 1            | Medalha de ouro  |

Legenda
| Recorde mundial      | Recorde mundial (World record)               |                       | Recorde africano                      | Recorde africano (African) |                                           | Q | Classificado por posição (Qualified) |
| Recorde olímpico     | Recorde olímpico (Olympic record)            | Recorde da América    | Recorde da América (Americas)         | q                          | Classificado por melhor tempo (Qualified) |   |                                      |
| Melhor marca do ano  | Melhor marca do ano (World leading)          | Recorde asiático      | Recorde asiático (Asian)              | DNS                        | Não largou (Did not start)                |   |                                      |
| Recorde nacional     | Recorde nacional (National record)           | Recorde europeu       | Recorde europeu (European)            | DNF                        | Não terminou (Did not finish)             |   |                                      |
| Recorde pessoal      | Recorde pessoal do atleta (Personal best)    | Recorde da Oceania    | Recorde da Oceania (Oceania)          | DSQ / DQ                   | Desclassificado (Disqualified)            |   |                                      |
| Recorde da temporada | Recorde da temporada do atleta (Season best) | Recorde sul-americano | Recorde sul-americano (South America) | NM                         | Sem marca (No mark)                       |   |                                      |